# Resolutie 1572 Veiligheidsraad Verenigde Naties
Resolutie 1572 van de Veiligheidsraad van de Verenigde Naties werd unaniem door de
VN-Veiligheidsraad aangenomen op 15 november 2004 en
legde sancties op tegen Ivoorkust.

## Achtergrond
In 2002 brak in Ivoorkust een burgeroorlog uit tussen de regering in het christelijke zuiden en rebellen in het islamitische noorden van het land. In 2003 leidden onderhandelingen tot de vorming van een regering van nationale eenheid en waren er Franse en VN-troepen aanwezig. In 2004 zegden de rebellen hun vertrouwen in de regering op en namen opnieuw de wapens op. Op 6 november kwamen bij Ivoriaanse luchtaanvallen op de rebellen ook negen Franse vredeshandhavers om. Nog die dag vernietigden de Fransen de vloot van de Ivoriaanse luchtmacht, waarna ongeregeldheden uitbraken in de hoofdstad Abidjan.

## Inhoud

### Waarnemingen
Ondanks de gesloten akkoorden waren de vijandelijkheden in Ivoorkust hervat en werd het staakt-het-vuren van 3 mei 2003 herhaaldelijk geschonden. Ook de humanitaire situatie en het gebruik van de media om aan te zetten tot haat tegen buitenlanders stemde tot bezorgdheid.

### Handelingen
De Veiligheidsraad veroordeelde de luchtaanvallen van het leger die een flagrante schending van het staakt-het-vuren waren en eiste dat alle partijen dit staakt-het-vuren opvolgden. De Raad stond ook achter de door UNOCI en de Franse troepen ondernomen acties.
De Veiligheidsraad eiste ook dat de haatdragende radio- en televisie-uitzendingen werden gestaakt en legde een wapenembargo van 13 maanden op tegen Ivoorkust. Verder werd ook gedurende 12 maanden een reisverbod opgelegd tegen eenieder die het vredesproces in het land in de weg stond, mensenrechtenschendingen had gepleegd of opriep tot haat. Daarnaast moesten ook alle fondsen van dergelijke personen worden bevroren. Voorts werd een comité opgericht om de uitvoering van deze maatregelen op te volgen.

## Verwante resoluties
- Resolutie 1527 Veiligheidsraad Verenigde Naties
- Resolutie 1528 Veiligheidsraad Verenigde Naties
- Resolutie 1584 Veiligheidsraad Verenigde Naties (2005)
- Resolutie 1594 Veiligheidsraad Verenigde Naties (2005)

Lijst ·  1522 ·  1523 ·  1524 ·  1525 ·  1526 ·  1527 ·  1528 ·  1529 ·  1530 ·  1531 ·  1532 ·  1533 ·  1534 ·  1535 ·  1536 ·  1537 ·  1538 ·  1539 ·  1540 ·  1541 ·  1542 ·  1543 ·  1544 ·  1545 ·  1546 ·  1547 ·  1548 ·  1549 ·  1550 ·  1551 ·  1552 ·  1553 ·  1554 ·  1555 ·  1556 ·  1557 ·  1558 ·  1559 ·  1560 ·  1561 ·  1562 ·  1563 ·  1564 ·  1565 ·  1566 ·  1567 ·  1568 ·  1569 ·  1570 ·  1571 ·  1572 ·  1573 ·  1574 ·  1575 ·  1576 ·  1577 ·  1578 ·  1579 ·  1580